# Phaeochrous davaonis
Phaeochrous davaonis är en skalbaggsart som beskrevs av Kuijten 1981. Phaeochrous davaonis ingår i släktet Phaeochrous och familjen Hybosoridae. Inga underarter finns listade i Catalogue of Life.